# Packwood (Anglia)
Packwood – wieś w Anglii, w West Midlands, w dystrykcie metropolitalnym Solihull. Leży 17.4 km od miasta Birmingham i 147.7 km od Londynu. W 1931 roku civil parish liczyła 990 mieszkańców.